# Meistaraflokkur 1925
La Meistaraflokkur 1925 fu la 14ª edizione del campionato di calcio islandese concluso con la vittoria del Fram al suo decimo titolo.

## Formula
Tutto invariato rispetto alla stagione precedente. Le medesime quattro squadre si affrontarono in un turno di sola andata per un totale di tre partite.

## Squadre partecipanti
| Club     | Città     | Posizione 1924     |
| -------- | --------- | ------------------ |
| Fram     | Reykjavík | 2°                 |
| KR       | Reykjavík | 3°                 |
| Víkingur | Reykjavík | Campione d'Islanda |
| Valur    | Reykjavík | 4°                 |

Tutti gli incontri si disputarono allo stadio Melavöllur, impianto situato nella capitale.

## Classifica finale
|                    | Pos. | Squadra  | Pt | G | V | N | P | GF | GS | DR |
| ------------------ | ---- | -------- | -- | - | - | - | - | -- | -- | -- |
| Islanda (bandiera) | 1.   | Fram     | 5  | 3 | 2 | 1 | 0 | 5  | 1  | +4 |
|                    | 2.   | Víkingur | 4  | 3 | 1 | 2 | 0 | 6  | 4  | +2 |
|                    | 3.   | KR       | 3  | 3 | 1 | 1 | 1 | 7  | 4  | +3 |
|                    | 4.   | Valur    | 0  | 3 | 0 | 0 | 3 | 2  | 11 | -9 |

Legenda:

      Campione di Islanda
Note:

Due punti a vittoria, uno a pareggio, zero a sconfitta.

### Verdetti
- Fram Campione d'Islanda 1925.